# Посебни окрузи Токија
Посебни окрузи Токија су 23 градске општине које чине језгро и најнасељенији део Токија, у Јапану. Они заједно заузимају територију коју је до 1943. године заузимао град Токио. У Јапану, овакву поделу има само Токио. Територија се често назива и само „ посебни окрузи" или „23 округа Токија“.

## Статус округа
Посебни окрузи имају знатно већу аутономију него други окрузи у другим градовима, што их чини више независнијим. Сваки посебни округ има свог изабраног градоначелника и градски савет.
Године 2000. Парламент Јапана донео је одлуку да неким посебним окрузима додели сличан статус као што имају градови. Од тада, ови окрузи су почели да се називају градовима, иако је јапански назив остао (токубетсу ку). Они су такође преузео неке од функција града Токија, као што су прикупљање отпада, одлагање отпадних вода и слично.
Окрузи се веома разликују у величини (од 10 до 60 km²) и у становништву (од мање од 40 хиљада до 830 хиљада), а неки окрузи су проширен и са изградњом вештачких острва. Сетагаја има популацију од већу од других округа, док Ота има највећу површину.
Укупна популација свих 23 посебна округа 2005. године био је 8.483.140 становника, а то је око 2/3 становништва у целог Токија. Насељеност износи око 13.800 особа по km².

## Списак посебних округа
| #  | Заст. | Име округа       | Јапански назив | Становника (2007) | Насељеност (ст./km²) | Површина (km²) | Главне четврти                                                                                      |
| -- | ----- | ---------------- | -------------- | ----------------- | -------------------- | -------------- | --------------------------------------------------------------------------------------------------- |
| 1  |       | Адачи            | 足立区         | 629,392           | 11,830.68            | 53.20          | Ајасе, Китасењу, Такенотсука                                                                        |
| 2  |       | Аракава          | 荒川区         | 194,777           | 18,262.25            | 10.20          | Аракава, Мачија, Нипори, Минамисењу                                                                 |
| 3  |       | Бункјо           | 文京区         | 194,933           | 16,009.28            | 11.31          | Хонго, Јајој, Хакусан                                                                               |
| 4  |       | Тијода           | 千代田区       | 43,802            | 3,763.06             | 11.64          | Нагатачо, Касумигасеки, Отемачи, Маруноучи, Акихабара, Јуракучо, Јидаши                             |
| 5  |       | Тјуо             | 中央区         | 104,997           | 10,344.53            | 10.15          | Нохонбаши, Кајабачо, Гинџа, Цукиџи, Хатчобори, Шинкава, Цукишима, Качидоки, Цукуда,                 |
| 6  |       | Едогава          | 江戸川区       | 661,386           | 13,264.86            | 49.86          | Касаји, Којива                                                                                      |
| 7  |       | Итабаши          | 板橋区         | 529,059           | 16,445.72            | 32.17          | Иташи, Такашимадаира                                                                                |
| 8  |       | Кацусика         | 葛飾区         | 428,066           | 12,286.62            | 34.84          | Татејиши, Аото                                                                                      |
| 9  |       | Кита             | 北区           | 330,646           | 15,885.67            | 20.59          | Акабане, Оџи, Табата                                                                                |
| 10 |       | Кото             | 江東区         | 436,337           | 10,963.24            | 39.8           | Киба, Аријаке, Камеидо, Тојочо, Монзенакачо, Фукагава, Кијосуми, Ширакава, Етчуџима, Сунамачи, Аоми |
| 11 |       | Мегуро           | 目黒区         | 267,798           | 18,217.55            | 14.70          | Мегуро, Накамегуро, Џијугаока                                                                       |
| 12 |       | Минато           | 港区           | 205,196           | 10,088.30            | 20.34          | Одаиба, Шинбаши, Шинагава, Ропонги, Тораноман, Аојама, Аџабу, Хамамацучо, Тамачи                    |
| 13 |       | Накано           | 中野区         | 312,939           | 20,097.82            | 15.59          | Накано                                                                                              |
| 14 |       | Нерима           | 練馬区         | 702,202           | 14,580.61            | 48.16          | Нерима, Оиџуми, Хикаригаока                                                                         |
| 15 |       | Ота              | 大田区         | 674,590           | 11,345.27            | 59.46          | Омори, Камата, Ханеда, Ден-ен-чјофу                                                                 |
| 16 |       | Сетагаја         | 世田谷区       | 855,416           | 14,728.23            | 58.08          | Сетагаја, Китазава, Кинута, Карасујама, Тамагава                                                    |
| 17 |       | Шибуја           | 渋谷区         | 205,512           | 13,337.13            | 15.11          | Шибуја, Ебису, Хараџуку, Хиро, Сендагаја, Јојоги                                                    |
| 18 |       | Шинагава         | 品川区         | 353,887           | 15,576.01            | 22.72          | Шинагава, Готанда, Осаки, Хатанодај, Ојмачи                                                         |
| 19 |       | Шинџјуку         | 新宿区         | 309,463           | 16,975.48            | 18.23          | Шинџјуку, Такаданобаба, Окубо, Кагураџака, Ичигаја                                                  |
| 20 |       | Сугинами         | 杉並区         | 534,981           | 15,725.49            | 34.02          | Коенџи, Асагаја, Огикубо                                                                            |
| 21 |       | Сумида           | 墨田区         | 237,433           | 16,079.49            | 13.75          | Киншичо, Моришита, Рјогоку                                                                          |
| 22 |       | Тајто            | 台東区         | 168,277           | 16,139.38            | 10.08          | Уено, Асакуса                                                                                       |
| 23 |       | Тошима           | 豊島区         | 256,009           | 19,428.44            | 13.01          | Икебукуро, Комагоме, Сенкава, Сугамо                                                                |
|    |       | Префектура Токио |                | 8,637,098         | 13,890.25            | 621.81         | |

## Галерија
- Гинџа
- Маруноути
- Сибуја
- Синџјуку